# Amendement de la loi d'extradition 2019
 (juin 2019).
Si vous disposez d'ouvrages ou d'articles de référence ou si vous connaissez des sites web de qualité traitant du thème abordé ici, merci de compléter l'article en donnant les références utiles à sa vérifiabilité et en les liant à la section « Notes et références ».

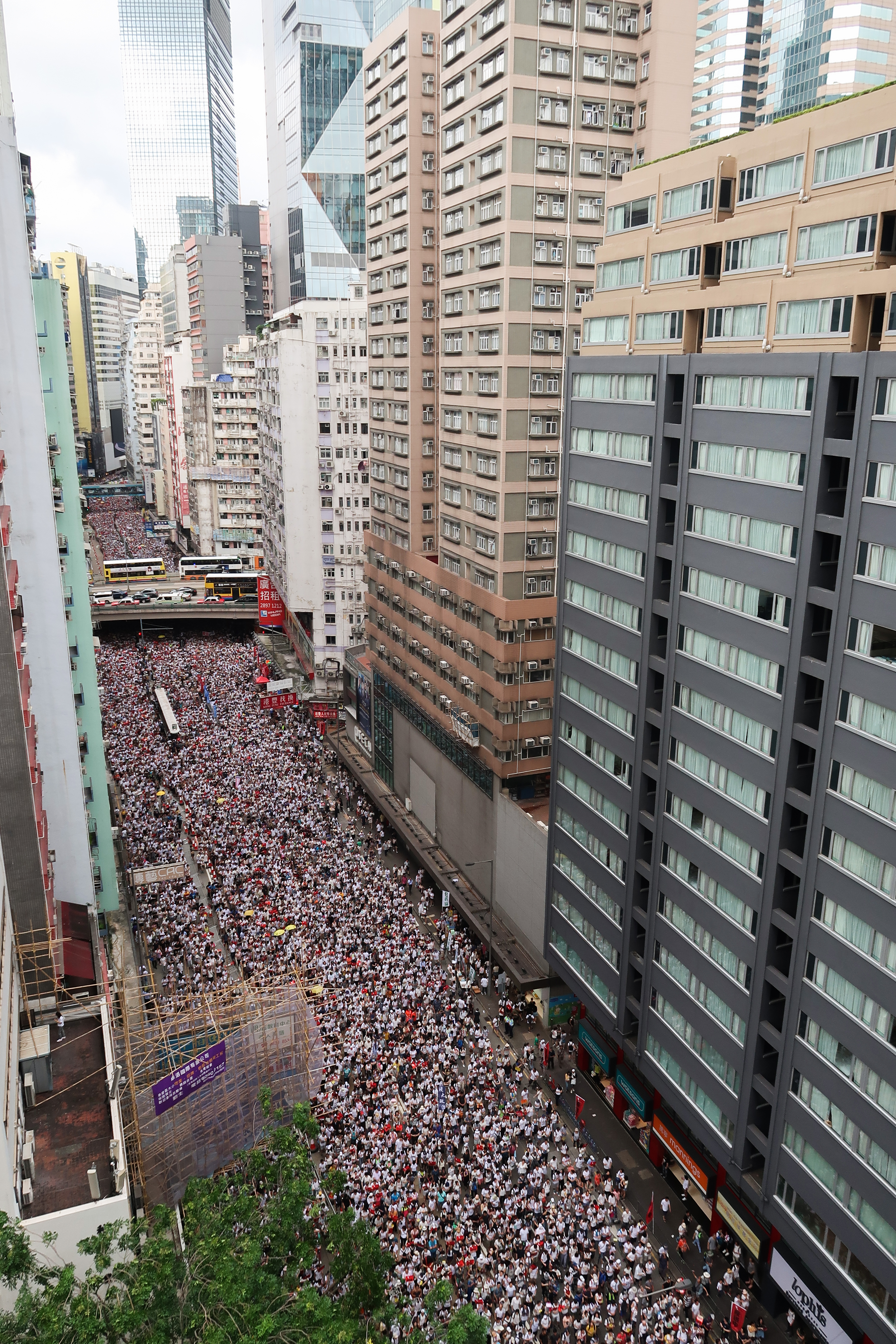
La manifestation sur le chemin Hennessy à Wan Chai (Hong Kong) le 9 juin 2019. L'organisateur a estimé qu'il y avait 1,03 million de personnes qui participaient dans la manifestation.

Amendement de la loi d'extradition 2019 (anglais : Fugitive Offenders and Mutual Legal Assistance in Criminal Matters Legislation;chinois traditionnel : 2019年逃犯及刑事事宜相互法律協助法例（修訂）條例草案) est une loi proposée par le gouvernement de Hong Kong en février 2019. Le gouvernement hongkongais a proposé d'amender l'ordonnance de délinquants en fuite relative à l’entraide judiciaire avec les autres pays qui n'ont pas d'arrangement avec Hong Kong, y compris Taïwan, la Chine continentale et Macao.

## Contexte
En 1987, le groupe spécial sur le droit du comité consultatif de la loi fondamentale de Hong Kong a proposé que le problème de la juridiction entre la future RAS de Hong Kong et la Chine continentale soit réglé par le principe du territoire, ce qui signifie que les fugitifs devraient être renvoyés pour jugement sur le lieu de leur crime. Martin Lee, un législateur pro-démocrate qui était un membre du groupe spécial sur le droit, a exhorté le gouvernement hongkongais à conclure sans délai un accord de restitution du fugitif avec la Chine en 1998. En 2018, un natif de Hong Kong a tué sa petite amie enceinte à Taïwan et s'est enfui dans la RAS. Même s'il a fait une confession aux policiers, le gouvernement hongkongais ne pouvait ni le juger à Hong Kong ni l'extrader à Taïwan car il n'y a pas de traité d'extradition avec ce pays, c'est ce qui a provoqué le dépôt de cet amendement, selon le gouvernement.

## Réaction
L'amendement fut introduit par le secrétaire à la sécurité publique John Lee, à l'instigation du chef de l'exécutif de Hong Kong Carrie Lam, et fut publié le 29 mars 2019. L'introduction de cet amendement a provoqué de vives critiques à Hong Kong et aussi internationalement. La profession juridique, les journalistes occidentaux, les groupes d'affaires et les gouvernements de pays de l'OTAN, craignent que cet amendement réduise l'indépendance du système judiciaire de Hong-Kong et endommage la stabilité juridique nécessaire aux affaires.
Ils se disent particulièrement préoccupés par le risque que des citoyens hongkongais et des résidents étrangers de Hong-Kong puissent être extradés vers la R.P. de Chine pour y être jugés. Selon eux, le système judiciaire y serait plus politisé qu'ailleurs. L'extradition pourrait concerner les activistes indépendantistes de la région administrative spéciale mais aussi les organisations criminelles influentes qui exercent leurs activités sur l'ensemble du territoire chinois à partir de Hong-Kong.
La première lecture de la loi eut lieu le 3 avril et depuis l'introduction de cet amendement, il y a eu plusieurs manifestations et rassemblement à Hong Kong et mondialement. Le 9 juin 2019, près d'un million d'hongkongais (près d'un huitième de la population) participèrent à une manifestation contre la loi et pour la démission de Mme Lam.
Malgré les manifestations, le gouvernement hongkongais a refusé d'annuler ou de changer l'amendement. Le gouvernement a proposé la deuxième et la troisième lecture de la loi le 12 juin mais le conseil législatif (Legislative Council) a dû ajourner à la suite d'une nouvelle manifestation de protestation face au siège de l'assemblée législative sur l'île de Hong-Kong ce jour-là.